# Liste der FFH-Gebiete in der Stadt Rosenheim
Die Liste der FFH-Gebiete in der Stadt Rosenheim zeigt die FFH-Gebiete des oberbayerischen Stadt Rosenheim in Bayern. Teilweise überschneiden sie sich mit bestehenden Natur-, Landschaftsschutz- und EU-Vogelschutzgebieten.
In der Stadt befindet sich ein und zum Teil mit anderen Landkreisen überlappende FFH-Gebiete.
| Auer Weidmoos mit Kalten und Kaltenaue |  | 8138-371 WDPA: 555522146 | Rosenheim, Landkreis Rosenheim |  | ⊙ | 465,51 |  |
| Legende für Fauna-Flora-Habitat        |  |                          |                                |  |   |        |  |